# Fédération des Églises protestantes de la RDA
La Fédération des Églises évangélique[pas clair] de la RDA (en allemand : Bund der Evangelischen Kirchen in der DDR ou BEK) était une organisation regroupant huit églises luthériennes et réformées créée en 1969 en République démocratique allemande à l’instigation du régime communiste.
La création de cette organisation fut, à l’origine, séparée de l’Église protestante en Allemagne (EKD) en raison notamment de la guerre froide et des difficultés de communication dues au rideau de fer. 
Pendant la période communiste, les Églises protestantes (luthériennes, réformées et unies), majoritaires en RDA furent dans une situation très difficile, obligées de dialoguer avec le pouvoir qui les contrôlaient. La Stasi recrutaient aussi des indicateurs parmi les membres des Églises protestantes. 
Ce sont pourtant ces églises, notamment celles de Leipzig, Dresde et Berlin-Est, qui seront en partie le « fer de lance » du mouvement de contestation qui entraîneront la chute du mur de Berlin en novembre 1989 et à la réunification allemande en 1990. 
En juin 1991, les Églises membres du BEK rejoignent de nouveau l'EKD.

## Les Églises constitutives
- l’Église régionale protestante d'Anhalt (Evangelische Landeskirche Anhalts).
- l’Église protestante en Berlin - Brandebourg (Evangelische Kirche in Berlin-Brandenburg).
- l’Église protestante du secteur ecclésiastique de Görlitz (Evangelische Kirche des Görlitzer Kirchengebietes), devenue l’Église protestante de Haute-Lusace silésienne en 1991).
- l’Église protestante de la province de Greifswald (Evangelische Landeskirche Greifswald), devenue l’Église protestante de Poméranie en 1991.
- l’Église régionale protestante luthérienne du Mecklembourg (Evangelisch-Lutherische Landeskirche Mecklenburgs)
- l'Église protestante de la province ecclésiastique de Saxe (Evangelische Kirche der Kirchenprovinz Sachsen).
- l’Église régionale protestante luthérienne de Saxe (Evangelisch-lutherische Landeskirche Sachsens).
- l'Église protestante luthérienne en Thuringe (Evangelisch-Lutherische Kirche in Thüringen).

## Président de la Fédération des Églises protestantes de la RDA
- de 1969 à 1981 : le Dr Albrecht Schönherr, Église évangélique en Berlin-Brandebourg
- de 1981 à 1982 : le Dr Werner Krusche, Église évangélique de la province ecclésiastique de Saxe
- de 1982 à 1986 : le Dr Johannes Hempel, Église régionale évangélique luthérienne de Saxe
- de 1986 à 1990 : le Dr Werner Leich, Église évangélique luthérienne en Thuringe
- de 1990 à 1991 : le Dr Christoph Demke, Église évangélique de la province ecclésiastique de Saxe